# NGC 1426
NGC 1426 é uma galáxia elíptica (E4) localizada na direcção da constelação de Eridanus. Possui uma declinação de -22° 06' 28" e uma ascensão recta de 3 horas, 42 minutos e 49,3 segundos.
A galáxia NGC 1426 foi descoberta em 9 de Dezembro de 1784 por William Herschel.